# 帕蘭卡 (托馬什皮利區)
48°36′8″N 28°39′7″E / 48.60222°N 28.65194°E
帕蘭卡（烏克蘭語：Паланка），是烏克蘭的村落，位於該國西南部文尼察州，由圖利欽區負責管轄，始建於1800年，面積1.85平方公里，海拔高度249米，2001年人口517，人口密度每平方公里279.76人。